# Francis Ouimet

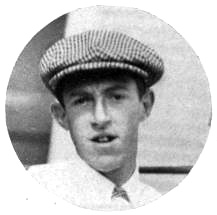
Francis Ouimet, 1913

US-Briefmarke mit der Darstellung von Francis Ouimet

Francis Ouimet (* 8. Mai 1893 in Brookline, Massachusetts; † 3. September 1967 in Newton, Massachusetts) war ein US-amerikanischer Amateurgolfer. Er war der erste Amateur, der die US Open gewinnen konnte.
Sein Vater Arthur war ein franko-kanadischer Immigrant, während seine Mutter aus Irland eingewandert war. Er heiratete Stella M. Sullivan am 11. September 1918, mit der er zwei Töchter hatte: Jane Salvi und Barbara McLean.
Ouimet gewann 1913 die US Open als 20-jähriger Amateurspieler im The Country Club in Brookline, wo er zuvor als Caddie gearbeitet hatte. Er besiegte im Stechen über 18 Loch den damals als Weltbesten angesehenen Engländer Harry Vardon und dessen Landsmann Ted Ray. Der erst 10 Jahre alte Eddie Lowery war Ouimets Caddie.
Er gewann außerdem die U.S. Amateurmeisterschaften 1914 und 1931. Er spielte in den ersten acht Walker Cup Mannschaften und war mit einem Teamrekord von 11-1 Kapitän bei den nächsten vier Teilnahmen. 1951 wurde er zum ersten gewählten amerikanischen Kapitän des Royal and Ancient Golf Club of St Andrews und war 1955 der erste Gewinner des Bob Jones Award, der höchsten Auszeichnung der United States Golf Association.
Ouimet war unter den ersten Golfern, die 1974 in die neugeschaffene World Golf Hall of Fame aufgenommen wurden. Er blieb während seiner gesamten Golfkarriere Amateur.

## Turniersiege
- 1909: Boston Interscholastic
- 1913: US Open, Massachusetts Amateur
- 1914: U.S. Amateur, French Amateur, Massachusetts Amateur
- 1915: Massachusetts Amateur
- 1917: Western Amateur
- 1919: Massachusetts Amateur
- 1920: North and South Amateur
- 1922: Massachusetts Amateur, Houston Invitational
- 1923: St. George’s Challenge
- 1924: Crump Memorial
- 1925: Massachusetts Amateur, Golf Mashie Tournament
- 1927: Crump Memorial
- 1931: U.S. Amateur
- 1932: Massachusetts Open
- 1934: Boston Open

## Verfilmung
Der Film Das größte Spiel seines Lebens von Walt Disney Studios aus dem Jahr 2005 basiert auf dem US-Open-Sieg 1913.